# الأشعة

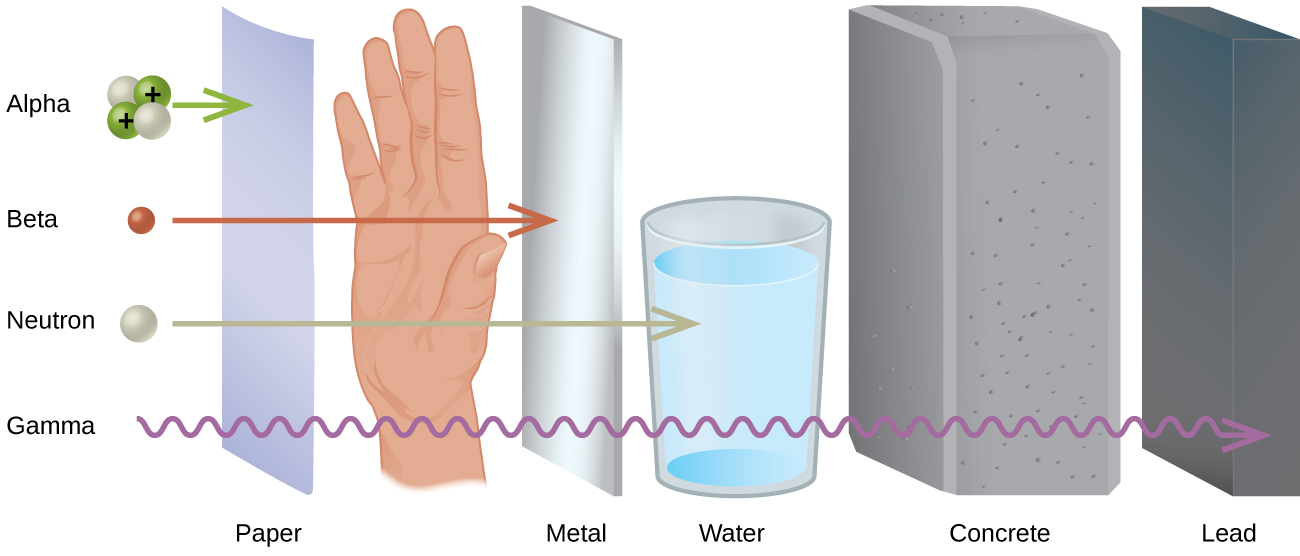
تبين الصورة قدرة بعض الأشعة على اختراق مواد مختلفة، تكون أشعة ألفا الأقل قدرة على النفاذ وأشعة غاما الأعلى قدرة على النفاذ

هذه المقالة تتحدث عن الأشعة في الفيزياء، إن كنت تقصد استخدام آخر انظر شعاع (توضيح).
الأشعة جمع شعاع وهي تطلق على الشعاع الصادر من مصادر الطاقة المختلفة كالنجوم والفحم المشتعل والمصابيح وغيرها، كما يوجد أشعة غير مرئية وهي: أشعة غاما والأشعة السينية والأشعة فوق البنفسجية والأشعة تحت الحمراء وغيرها، وهي عبارة عن مجالات كهرومغناطيسية متعامدة على بعضها البعض وتنتشر بسرعة الضوء.
للأشعة تطبيقات عديدة في مختلف التخصصات وخاصة في مجال الطب التشخيصي الذي يستخدم فيه الأطباء أنواع مختلفة من الأشعة حيث يمكن الاستفادة من خصائصها في تكملة الفحوصات اللازمة لإجراء تشخيص كامل لحالة المريض

## الأشعة التشخيصية

### أقسامها
- الأشعة السينية x-ray.
- الموجات فوق الصوتية (Ultrasonic).
- الأشعة المقطعية بالكمبيوتر (CT SCAN).
- أشعة تصوير الثدي (Mammography).
- الأشعة بالرنين المغناطيسي (M.R.I).
- الطب النووي (Nuclear Medicine).

### إستخداماتها
للأشعة التشخيصية استخدامات عديدة منها:
- يستخدم التصوير بالأشعة السينية لجسم مصاب لمعرفة ما إذا كان في العظام خدوش أو كسور أو التواءات نتيجة الإصابة وبالتالي فإن هذا النوع من التصوير يفيد الأطباء كثيراً في تحديد موضع الإصابة بالتحديد وعلاجها.
- كما يساعد التصوير بالموجات فوق الصوتية في معرفة نمو الجنين.
- وتستخدم الأشعة المقطعية في تحديد الإصابة بنزيف دماغي أو جلطات.

مضار الأشعة:
فمن مضار الأشعة ممكن حدوث تورم بالجلد وأعراض بالمعدة والأمعاء هذه الأعراض قد تكون مباشرة وأن تحدث للمريض وهناك أعراض غير مباشرة بمعنى انها لا تظهر بالشخص المتعرض لها وإنما لأجيال تأتي من صلبه فيما بعد ربما أحفاده أو حتى أبناء أحفاده ومن بعدهم مثل طفرات جينية عيب خلقي في الجنين وتشوهات وأحيانا تسبب موت الجنين – عندما تتعرض الخلايا التناسلية للأشعة - مثل الذي حدث في اليابان، هذه الأعراض والأمراض لن تحدث بمجرد أن يتعرض الإنسان لأشعة لمرة واحدة أو إنه تعرض لها بفترات بعيدة ولكن هي مضار عامة ولكن يجب الحذر من كثر التعرض لها وخاصة الخلايا الحساسة مثل العين والحنجرة وكذلك الأعضاء التناسلية وعلى المرأة الحامل أخبار الطبيب قبل كتابة أشعة لها، لأن هناك احتمال بتأثر الجنين وبالأخص خلال الأشهر الأولى.
الوقاية:
تتوفر بكل قسم للأشعة ملابس خاصة مصنوعة من الرصاص لتجنب التعرض للأعضاء غير المرغوب بتصويرها وكذلك يجب على الشخص المرافق أن يرتديها في حالة تطلبه بإمساك شخص يأخذ له أشعة، كذلك الأبواب والجدران والأسقف وربما الأرضية مطلية بمادة تمنع تسرب الأشعة خارج القسم، والوقوف بعيدا عن المصدر بحوالي مترين كافي ولا تقف في مواجهة المصدر وعلى المرأة الحامل أخبار الطبيب والموظف بقسم الأشعة قبل إجراء أي أشعة بأستثناء الأشعة بالأمواج فوق الصوتية فإنها غير ضارة.